# Sprinkler (Beregnung)

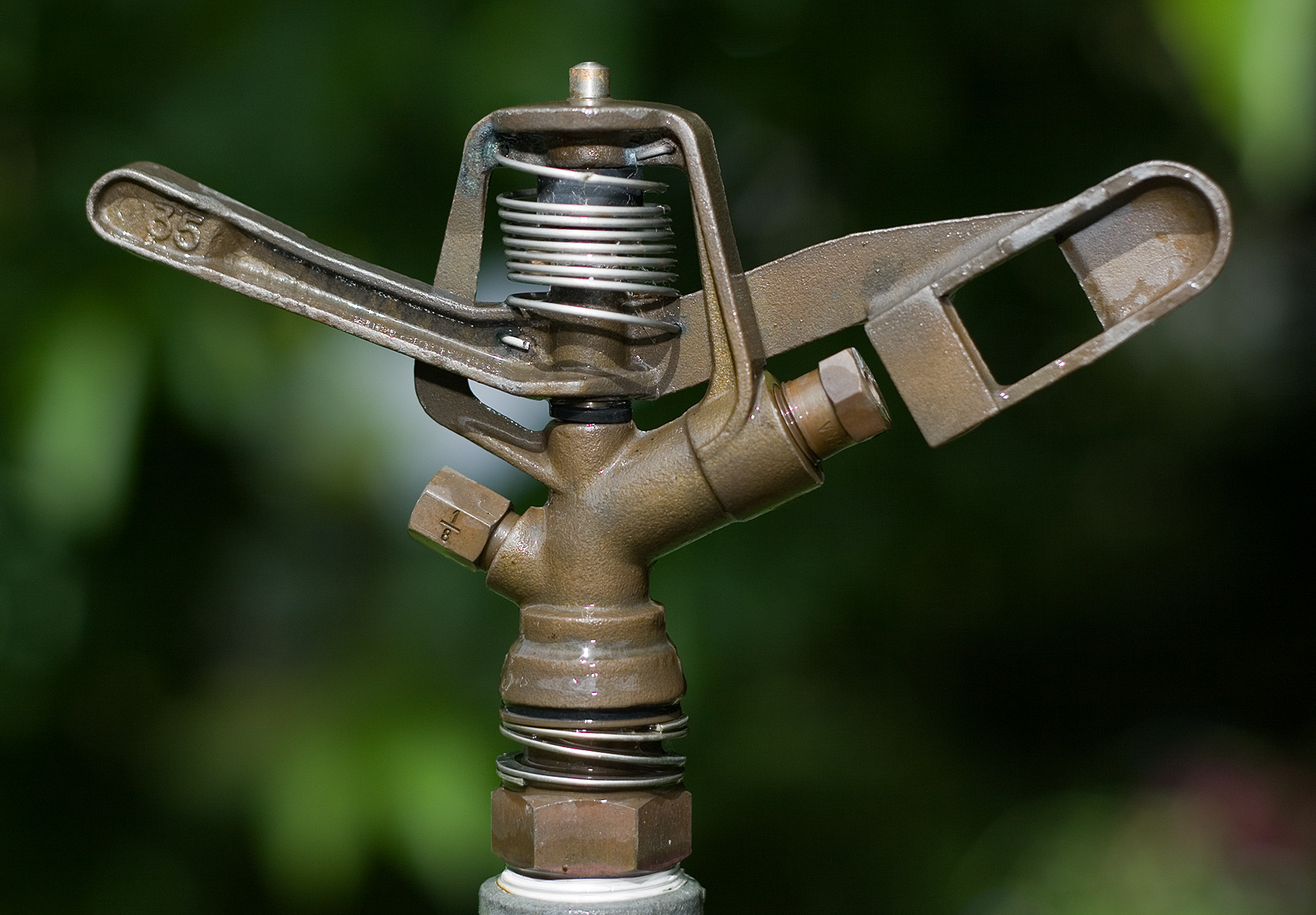
Nahaufnahme

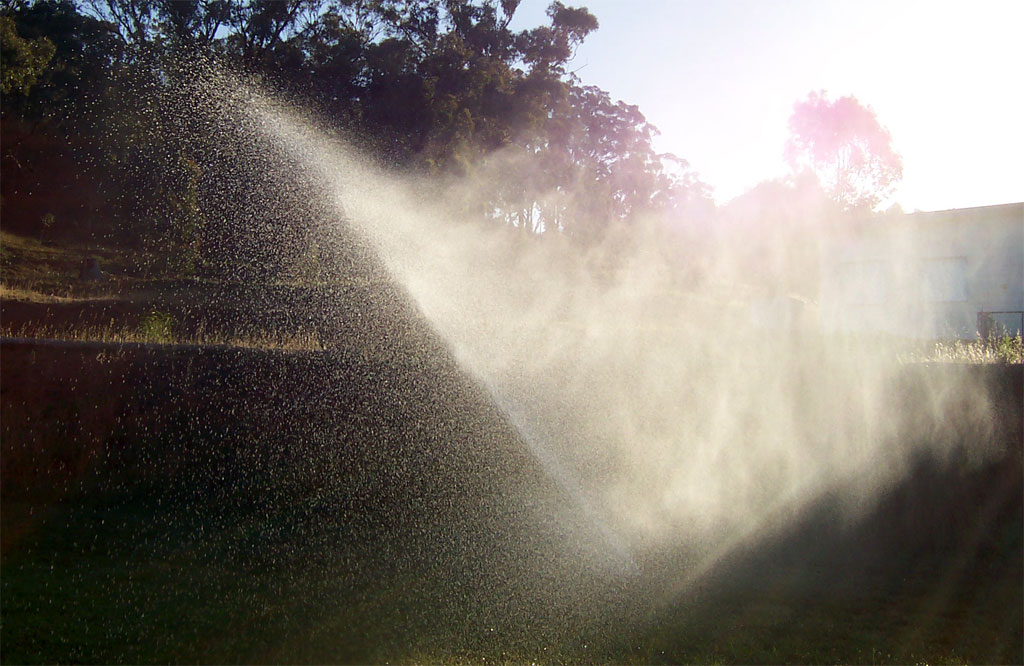
Aktiver Sprinkler

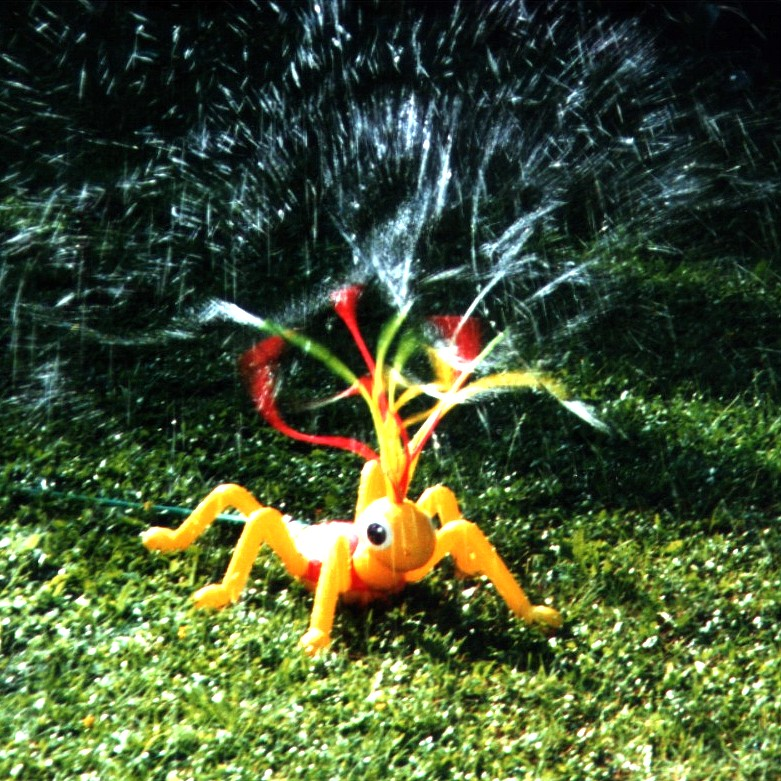
Rasensprenger

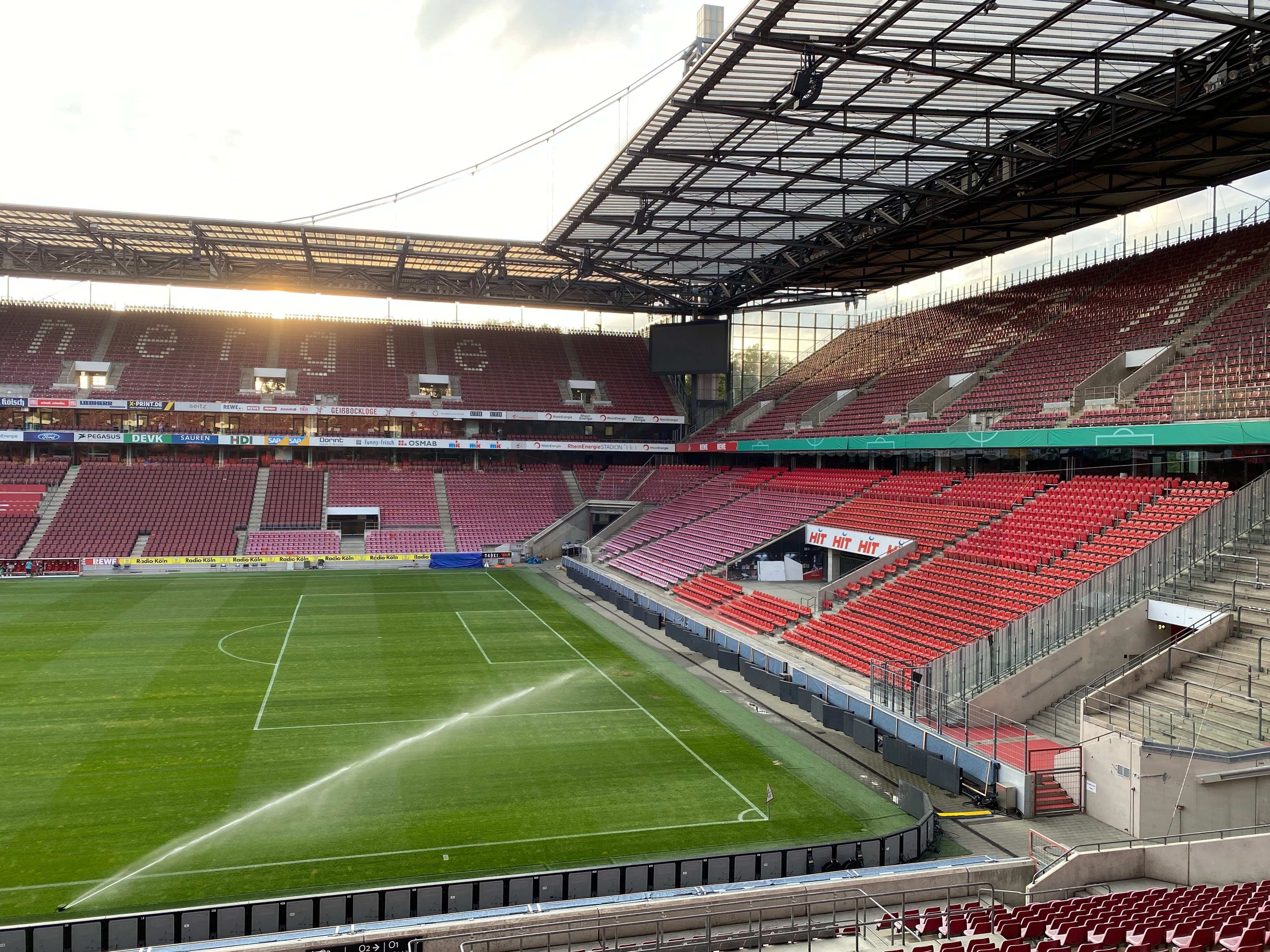
Beregnung der Rasenfläche in einem Fußballstadion

Sprinkler ist die aus dem Englischen kommende, dort gleichlautende Bezeichnung (to sprinkle = sprenkeln, spritzen) für Beregnungsanlagen, die meistens durch den Druck des hindurchfließenden Wassers angetrieben werden.
Ein Anwendungsbereich ist die automatische Beregnung in der Landwirtschaft, Garten- und Landschaftspflege. Hier heißen sie Regner, bei der Rasenbewässerung Rasensprenger.
Der zweite Anwendungsbereich ist ein zur Brandbekämpfung in Gebäuden fest verlegtes wasserführendes Rohrsystem, wofür das Wort Sprinkleranlage in die offizielle Deutsche Sprache übernommen wurde.

## Beschreibung
Die Beregnung wird im landwirtschaftlichen Bereich genutzt. Sie sorgt dafür, dass große Flächen ohne viel Arbeit schnell bewässert werden können. Man unterscheidet zwischen drei verschiedenen Arten der Sprinklerbewässerung. Zum einen die Impulsregner, oder auch Schwinghebelregner. Sie werden mit einem Stab im Boden befestigt. Dann gibt es noch die Getrieberegner, oder auch Pop-ups. Sie funktionieren durch Wasserdruck. Zuletzt gibt es noch die festmontierten Sprinkler, zum Beispiel die Viereckregner. Diese werden für den privaten Gebrauch genutzt, aber auch für öffentliche Plätze mit Rasen oder Wiese. Bei professionellen Anlagen sind Schwinghebelregner oder Versenkgetrieberegner typisch.

## Vorteile der Sprinklerbewässerung
Bei der Sprinklerbewässerung hat man viel Freiraum. Auf der einen Seite kann man selber bestimmen, was auf der Fläche versprüht wird. Es muss nicht unbedingt Wasser verteilt werden. Die Fläche, die beregnet werden soll, ist ebenfalls frei anpassbar. Diese Methode der Bewässerung ist zudem umweltfreundlich. Man verbraucht wenig Wasser und kann auch Regenwasser nehmen. Im Frühjahr findet die Frostschutzbewässerung statt. Bei dieser Methode werden Pflanzen gezielt mit Wassertropfen besprüht und dadurch entsteht eine Frostwärme, welche die Pflanzen vor den Schäden der Kälte schützt.

## Nachteile
Die Nachteile der Sprinklerbewässerung sind zum einen, dass es sehr teuer ist. Das liegt daran, dass der Energieverbrauch sehr hoch ist. Die Bewässerungsart funktioniert auch nicht bei starkem Wind oder sogar Sturm, da das Wasser so nicht rechtzeitig auf die Erde kommt, sondern einfach vom Wind mitgerissen wird.